# Guerra caucasica
La guerra caucasica, nota anche come conquista russa del Caucaso, è composta da una serie di conflitti avvenuti tra il 1817 e il 1864, iniziati con l'invasione del Caucaso da parte dell'Impero russo. Le azioni militari intraprese dalla Russia avevano per obiettivo l'espansione dell'impero verso sud, annettendo e soggiogando un certo numero di territori e gruppi tribali della Caucasia comprese le regioni della Cecenia, Daghestan, e le popolazioni dei carachi e adigezi (circassi). La pace fu raggiunta con l'annessione della regione del Caucaso settentrionale alla Russia.
Altri territori del Caucaso (Georgia, Armenia e Azerbaigian) vennero incorporati nell'Impero russo in varie riprese nel XIX secolo in seguito alle guerre russe contro l'Impero ottomano e la Persia.

## Storia
La guerra fu combattuta per iniziativa dei tre zar Alessandro I, Nicola I e Alessandro II, mentre i comandanti dell'esercito russo furono Aleksej Ermolov nel 1816-1827, Michail Semënovič Voroncov nel 1844-1853 e Aleksandr Baryatinskiy nel 1853-1856. Vi parteciparono, tra l'altro, anche gli scrittori Michail Lermontov e Lev Tolstoj; quest'ultimo riportò la sua conoscenza ed esperienza diretta del conflitto in Guerra e pace e Chadži-Murat. Il poeta russo Alexander Pushkin si riferisce ad essa nella sua poesia byroniana Il prigioniero del Caucaso (1821).
L'invasione russa fu contrastata con feroce resistenza. La fine del primo periodo coincise con la morte di Alessandro I e la rivolta decabrista del 1825. I russi ebbero uno scarso successo, sorprendente in confronto alla recente vittoria sulla "grande armée" di Napoleone.
Durante il periodo che va dal 1825 al 1833 l'attività bellica fu ridotta, poiché la Russia era impegnata nelle sue guerre con la Turchia e con la Persia. Dopo notevoli successi in entrambi i conflitti, la Russia ritornò a combattere nel Caucaso, dove incontrò ancora una volta una strenua resistenza, guidata in particolare da Ghazi Mullah, Gamzat-bek e Chadži-Murat, ai quali si unì poi anche Imam Shamil, che condusse i suoi montanari dal 1834 fino alla sua cattura nel 1859 da parte di Dmitry Milyutin. Nel 1845 le forze di Shamil riuscirono con drammatico successo a resistere alla più grande offensiva russa condotta dal principe di Voroncov.
Durante la guerra di Crimea i Russi raggiunsero una tregua con Shamil, ma le ostilità ripresero nel 1855. Lo stato di guerra infine terminò tra il 1856 e il 1859, quando un forte esercito di 250 000 soldati sotto il generale Baryatinsky abbatté la resistenza dei montanari.
La guerra caucasica finì con la conquista del Caucaso del Nord, quando Shamil giurò obbedienza allo zar e andò a vivere nella Russia centrale. La conclusione venne dichiarata il 2 giugno del 1864 (21 maggio secondo il calendario giuliano) con una dichiarazione dello zar. Tra gli eventi successivi alla guerra, una tragica pagina nella storia dei popoli indigeni del Caucaso fu il muhajirismo, o trasferimento di popolazione (Muhacir) dei musulmani nell'Impero ottomano.

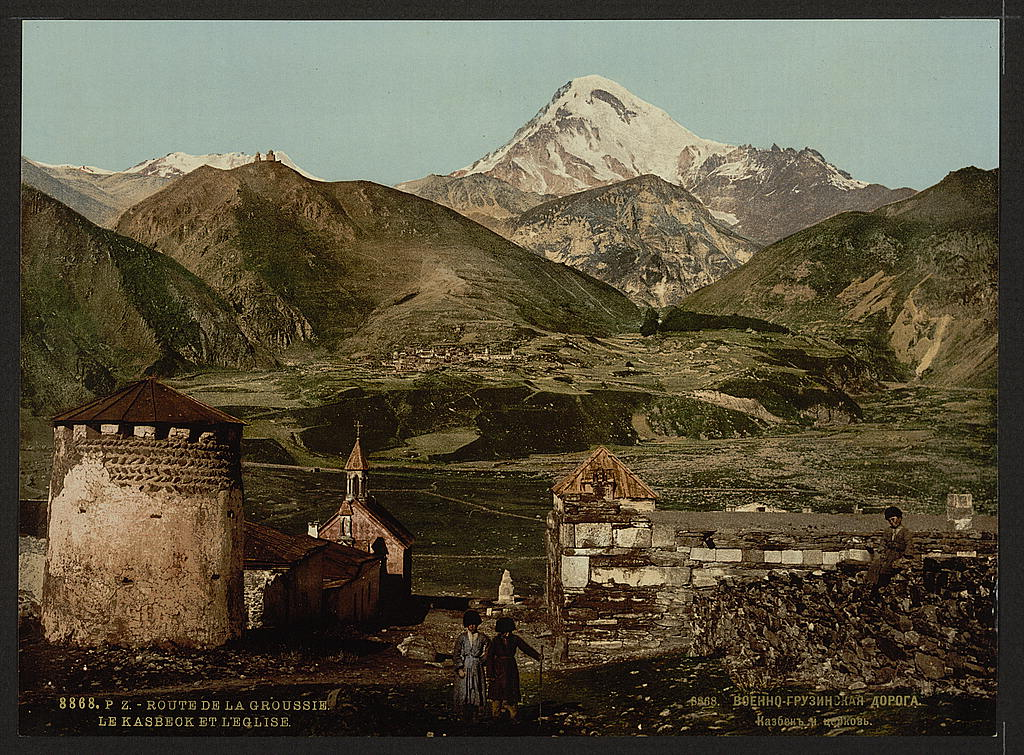
La costruzione della via militare georgiana attraverso i territori contesi fu un fattore chiave per la vittoria finale russa
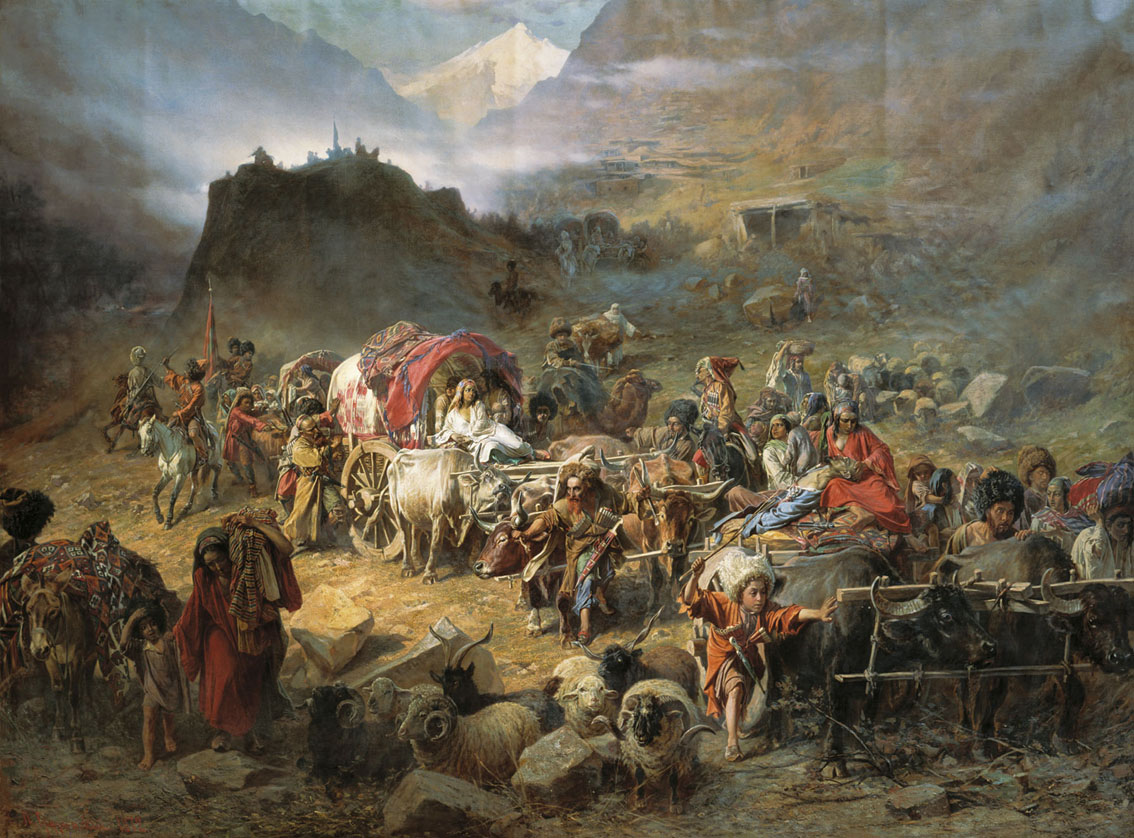
I montanari lasciano l'aul, di Pyotr Gruzinsky
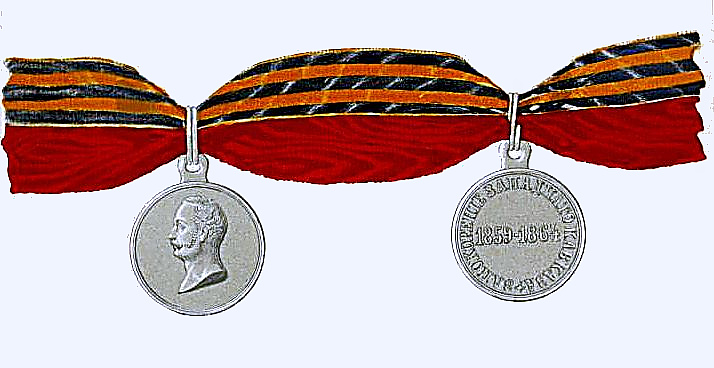
Medaglia russa per la conquista del Caucaso occidentale (1859-1864)
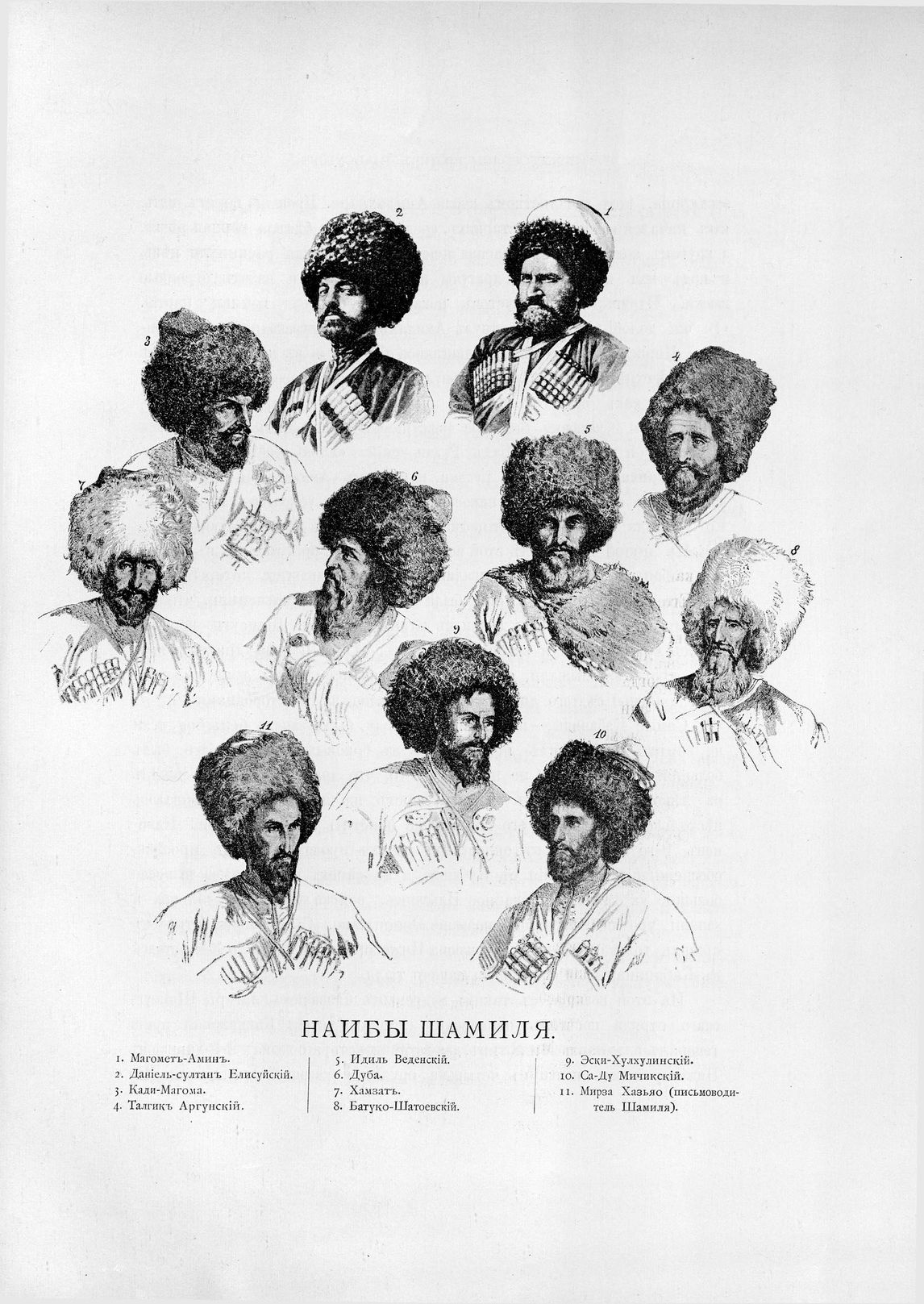
Naibs dell'Imam Shamil, di Giorgio Corradini XIX secolo.
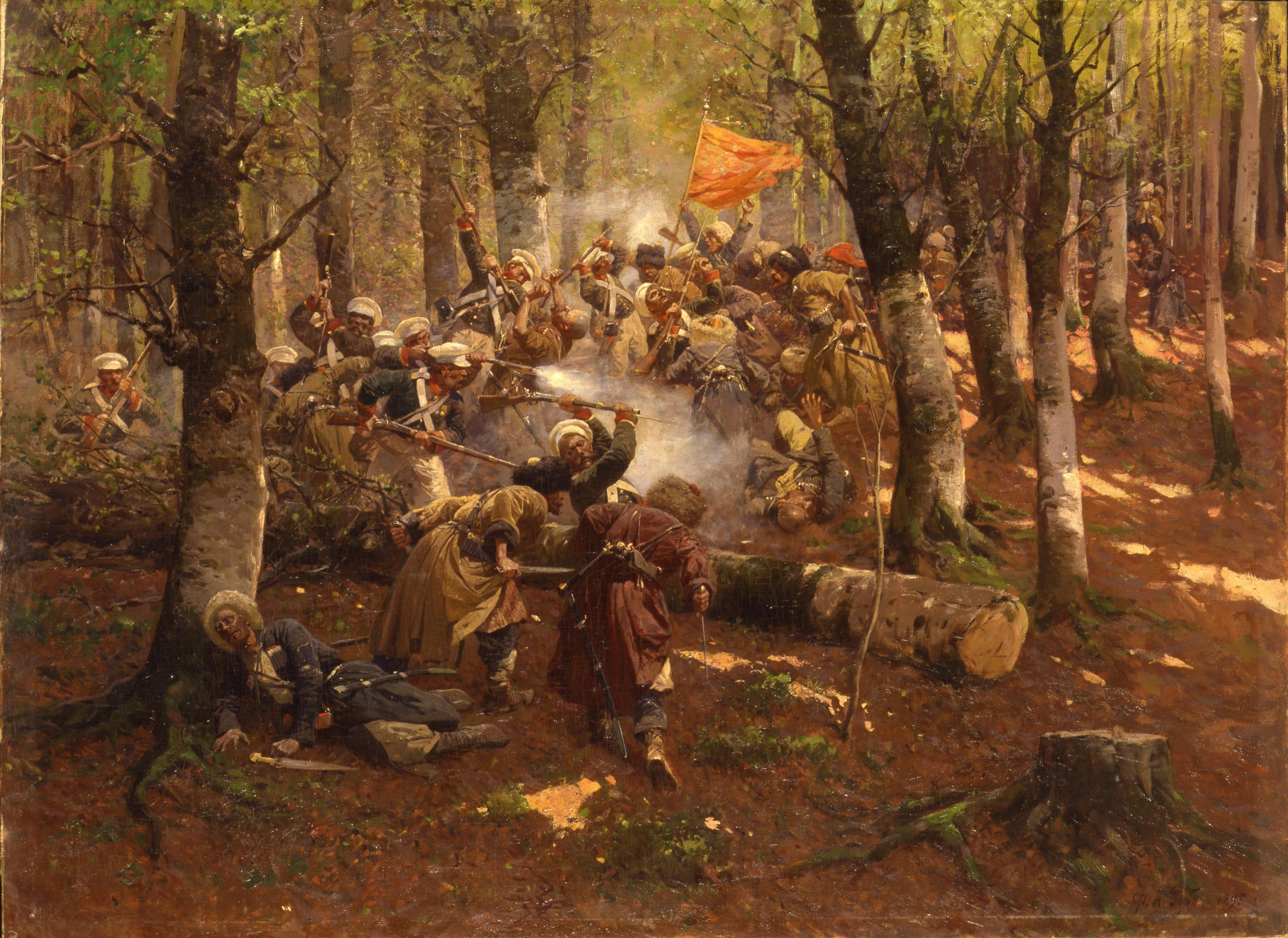
Battaglia di Dargo, di Franz Roubaud
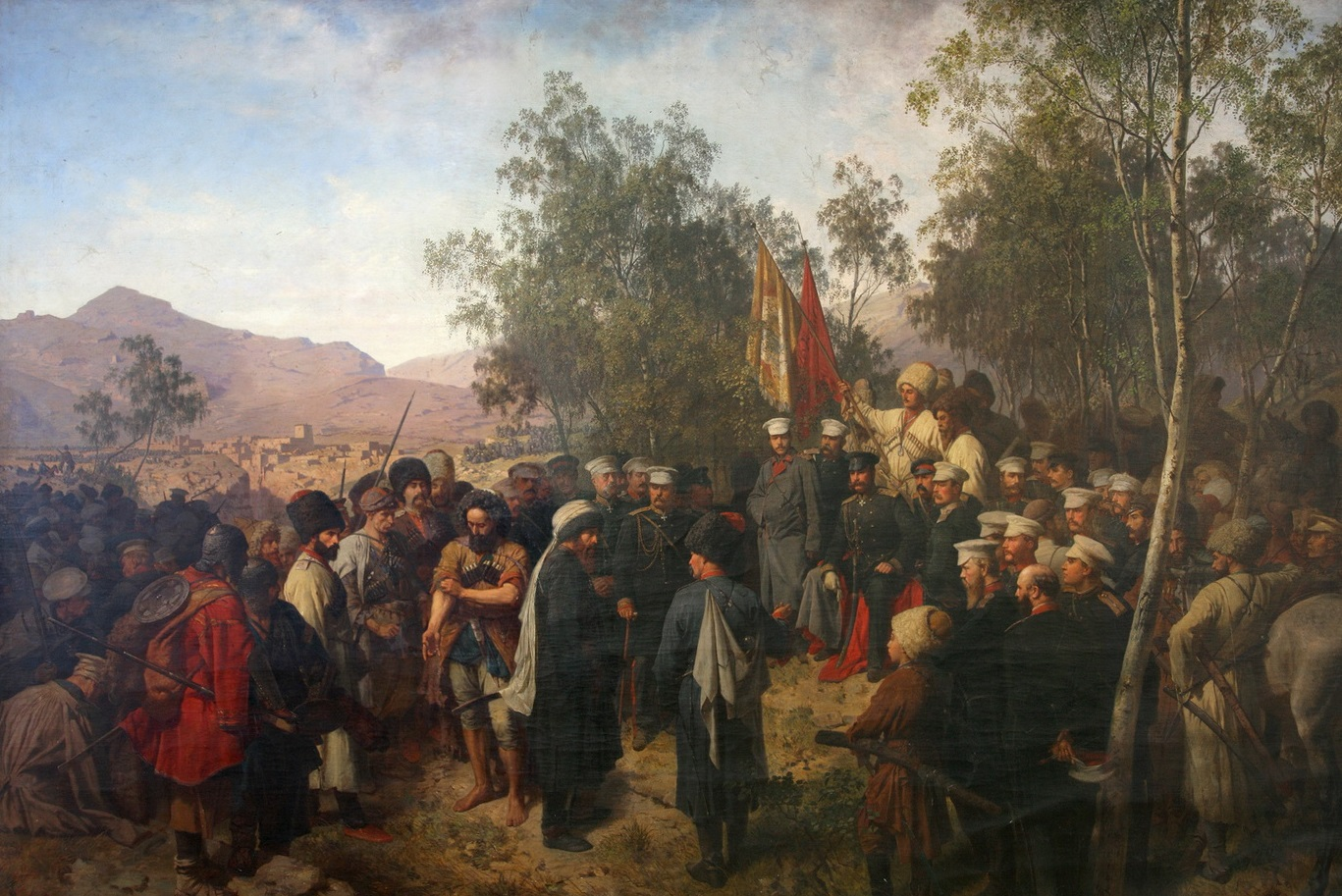
La prigionia di Shamil, dipinto di Theodore Horschelt, 1859.